# Індустрія охорони здоров'я

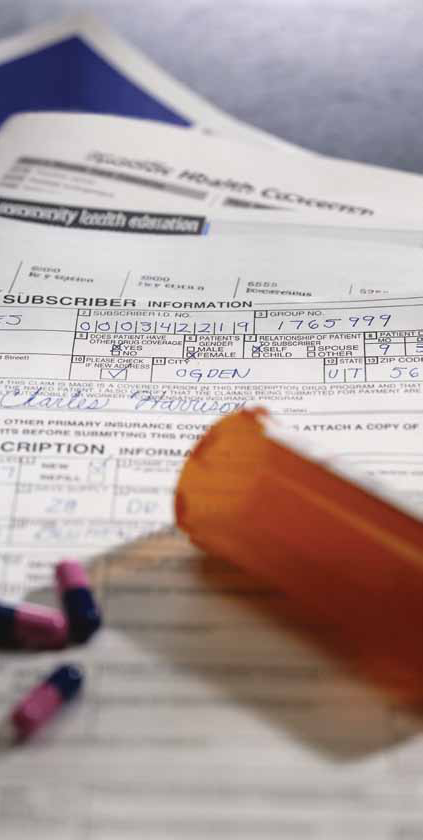
Форма страхування з таблетками

Індустрія охорони здоров'я (також називається медичною індустрією або економікою здоров'я) — агрегація та інтеграція секторів економічної системи, що надають товари та послуги для пацієнтів з лікувальною, профілактичною, реабілітаційною та паліативною допомогою. Вона включає генерування та комерціалізація товарів і послуг, що надаються для збереження та відновлення здоров'я. Сучасна індустрія охорони здоров'я поділяється на багато секторів і залежить від міждисциплінарної команди кваліфікованих фахівців і парапрофесіоналів для задоволення потреб населення.
Індустрія охорони здоров'я одна з найбільших у світі та одна з індустрій, що найбільш швидко зростає. Вона споживає більш ніж 10 % валового внутрішнього продукту (ВВП) у більшості розвинених країн.